# Erik Andreæ Qvillén
Erik Andreæ Qvillén, född 30 november 1745 i Kvillinge församling, Östergötlands län, död 27 juli 1796 i Godegårds församling, Östergötlands län, var en svensk präst.

## Biografi
Erik Qvillén föddes 1745 i Kvillinge socken. Han var son till organisten Anders Eriksson i Kvillinge församling och Lisken Andersdotter. Qvillén blev 1765 student vid Uppsala universitet och prästvigdes 24 maj 1770. Qvillén blev 20 november 1776 hospitalspredikant i Vadstena hospitalsförsamling och 8 april 1778 blev kyrkoherde i Godegårds församling. Han avled 1796 i Godegårds socken.

### Familj
Qvillén gifte sig 21 maj 1778 med Hedvig Ulrika Moselius (1753-1801). Hon var dotter till en kyrkoherde Magnus Moselius i Östra Eneby församling och Anna Catharina Wiman. De fick tillsammans barnen komministern Johan Anders Qvillén i Vireda församling, Lovisa Ulrika Qvillén (1780-1783), Magnus Gustaf Qvillén (1782-död före 1833), fältskären Eric Ulric Qvillén (1784-1809) vid Kalmar regemente, fänriken Adolph Fredric Qvillén (1785-1810) vid Skaraborgs regemente, Anna Aurora Elisabeth Qvillén (1787-1851) som var gift med apotekaren Johan Fredrik Wanström i Malmköping, Samuel Herman Qvillén (född 1788), Hedvig Margaretha Qvillén (1789-1829) som var gift med komministern C. G. Falk i Västra Stenby församling och bonden Nils Jacobsson i Hunsala, Hallingeberg, Catharina Sophia Qvillén (född 1791) som var gift med kammartjänaren Johan Fredrik Boström och Lovisa Eleonora Qvillén (1795-1847) som var gift med arbetaren Lars Johansson i Skogstorp, Grebo socken och torparen Olof Larsson i Skogstorp, Grebo socken.